# 特拉文霍斯特
特拉文霍斯特是德国石勒苏益格－荷尔斯泰因州的一个市镇。总面积8.53平方公里，总人口201人，其中男性92人，女性109人（2011年12月31日），人口密度24人/平方公里。